# Günther Pfaff
Günther Pfaff (Steyr, 12 agosto 1939 – Garsten, 10 novembre 2020) è stato un canoista austriaco.

## Palmarès
Olimpiadi
- 1 medaglia:
  - 1 bronzo (Città del Messico 1968 nel K2 1000 m)

Mondiali
- 4 medaglie:
  - 1 oro (Copenaghen 1970 nel K2 1000 m)
  - 2 argenti (Berlino Est 1966 nel K4 1000 m; Belgrado 1971 nel K2 1000 m)
  - 1 bronzo (Copenaghen 1970 nel K2 500 m)